# Halta de Mișcare Dâmbu
Halta de Mișcare Dâmbu este situată în satul Dâmbu, comuna Berceni, județul Prahova, România. Se află pe magistrala CFR 701, care asigură legătura dintre Ploiești și Urziceni. Trenurile pentru călători care opresc în această haltă de mișcare circulă pe acest tronson.
Halta are patru linii, dintre care două sunt funcționale, iar două sunt nefuncționale. Linia este electrificată și administrată de CFR Infrastructură. Facilitățile pentru pasageri sunt minime, iar halta este folosită atât pentru oprirea trenurilor de călători, cât și pentru manevre și operațiuni tehnice.
De asemenea, halta face legătura cu mai multe linii feroviare din zonă, printre care cele care leagă Ploiești Est de Brazi, unde circulă trenuri de marfă.

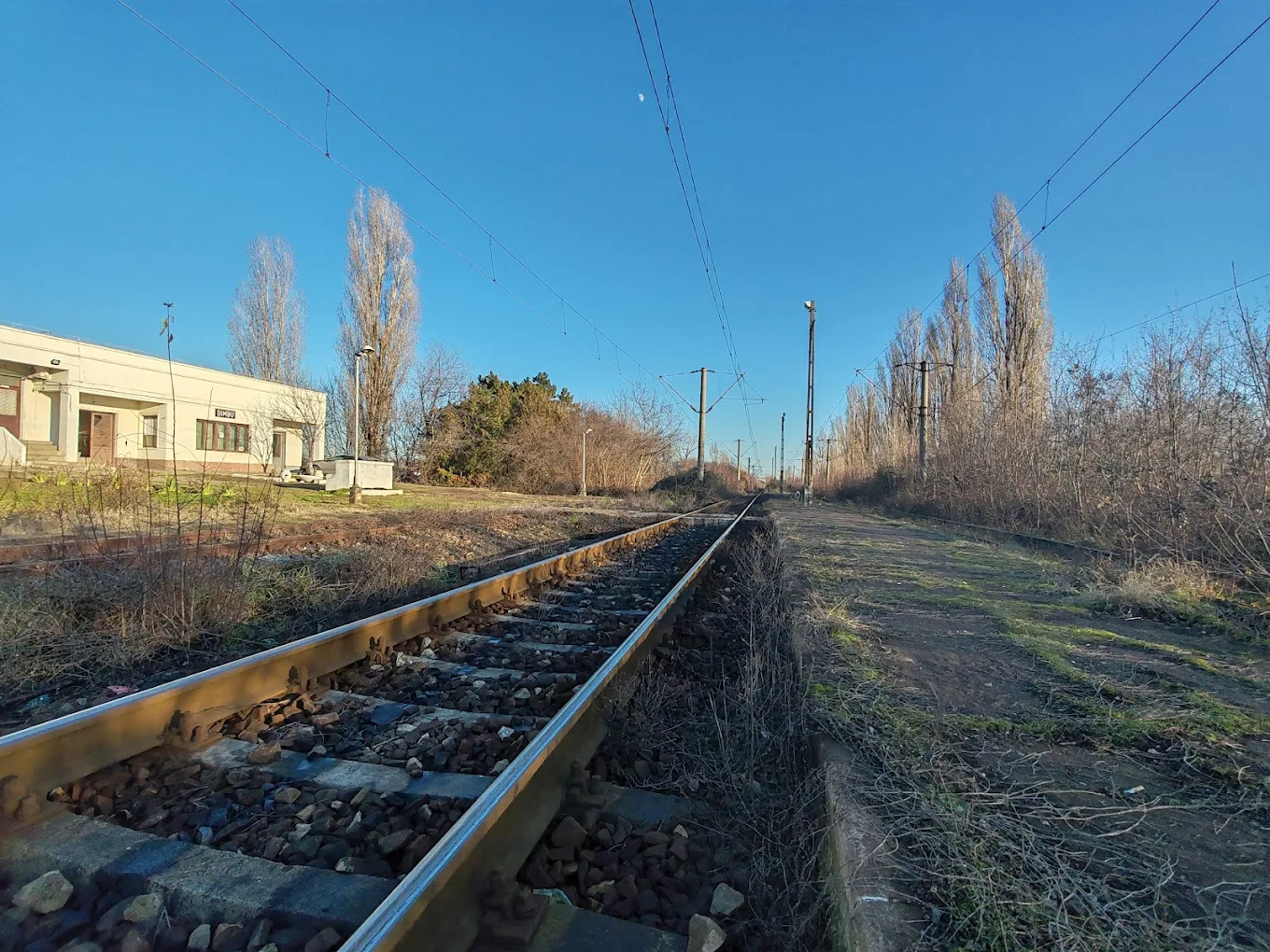
O fotografie cu halta de mișcare Dâmbu în luna Ianuarie 2025